# ヤジリエイ
ヤジリエイ (鏃鱏、Telatrygon acutirostra)はアカエイ科に属するエイの一種。南日本から東シナ海に分布。吻が長くズグエイ(T. zugei)に似るが、体長や尾などで区別できる。IUCNは危急種としている。

## 分類
科学的記載前には、1903年のJordanとFowlerによる日本産板鰓類の検討を始め、様々な文献でズグエイD. zugeiと混同されていた。1988年、西田清徳と仲谷一宏は『魚類学雑誌』に、本種の記載を含むD. zugei種群の研究を発表した。種小名はラテン語のacuti(鋭い)、rostra(吻)に因む。タイプ標本は東シナ海産、体盤幅72.5cmの成体雄。

## 分布
南日本と東シナ海の深度53-142mから知られるが、エクアドルのグアヤキル湾からも不確実な記録がある。ほとんどのアカエイ類のように底生。

## 形態
体盤の長さと幅はほぼ等しく、端は丸い。前縁は凹み、長い三角形の吻に続く。眼は小さく、それより大きな噴水孔がある。鼻褶後縁は直線で房状。 口は緩く曲がり、口底に乳頭突起はない。上顎歯列は40-51、下顎は39-49で五点形に配置され、敷石状の表面となっている。成熟雄は鋭い咬頭を持つが、若魚や雌の歯は鈍い。腹鰭は広く、三角形。尾は鞭状で体盤より長く、上面に1-2本の棘がある。棘の後方に下部皮褶があり、その背面には僅かな隆起がある。
背面正中線上に30個の結節が並び、棘前方にも16個の結節がある。棘の後方は細かい皮歯で覆われる。体色は淡褐色だが腹面は白。ズグエイに似ているが、眼球が大きい、尾の上部皮褶を欠く、成熟時のサイズが大きい、など様々な点で区別できる。

## 生態
生活史はほぼ何も分かっていない。体幅35.4cmの未成熟雄、72.5cmの成熟雄が得られている。他のアカエイ類のように、おそらく無体盤性胎生である。

## 人との関連
漁獲量のデータは得られていないが、日本沖合などの沿岸底引き網・定置網で漁獲されているようである。漁獲圧の影響を受けやすく、分布域が限られることからIUCNは危急種としている。
水族館ではのとじま水族館、アクアパーク品川、海遊館などでの飼育がしられている。